# Драчук Петро Степанович
Петро Степанович Драчу́к (нар. 6 січня 1921, Іванківці — пом. 18 травня 1990, Чернівці) — український радянський ортопед-травматолог; член правління Українського товариства ортопедів і травматологів; доктор медичних наук із 1968 року, професор із 1973 року.

## Біографія
Народився 6 січня 1921 року в селі Іванківцях (тепер Бердичівський район Житомирської області, Україна). Брав участь у німецько-радянській війні. Служив в медичній службі.
У 1952 році закінчив Чернівецький медичний інститут. Після навчання в 1952—1954 роках працював головним лікарем кістково-туберкульозного санаторію, а в 1954—1956 роках — головним лікарем міської лікарні в місті Ірміно.
У 1956–1961 роках працював лікарем; молодшим науковим співробітником; у 1961–1962 роках — старшим науковим співробітником, керівником клініки кістково-суглобного туберкульозу; у 1962–1970 роках — керівником клініки ортопедії і травматології для дорослих Науково-дослідного інституту травматології та ортопедії. У 1961 році захистив кандидатську дисертацію на тему «Переломы костей таза без повреждения тазовых органов у горняков», у 1968 році — докторську на тему «Повреждения костей таза».
З 1970 року працював у Чернівецькому медичному інституті. У 1970–1986 роках — займав посаду завідувача, у 1986–1990 роках — професора катедри травматології та ортопедії з курсом військово-польової хірургії.
Помер 18 травня 1990 року у Чернівцях.

## Наукова діяльність
Розробляв нові конструкційні полімерні матеріали для потреб травматології та ортопедії. Автор 157 наукових праць. Серед робіт:
- Полимерный остеосинтез при лечении переломов // ВХ. 1981. № 5 (рос.);
- О диагностике повреждений менисков коленного сустава // ВХ. 1983. № 7 (рос.);
- Лечение и исходы неосложненных повреждений позвоночника // Сборник трудов Центрального института травматологии и ортопедии. Москва, 1983 (рос.);
- Оперативное лечение переломов костей с применением конструкций из полиамида-12 // Тезисы доклада 8-го Всесоюзного симпозиума «Синтетические полимеры медицинского назначения». Київ, 1989 (рос.).

Підготував одного доктора та двох кандидатів наук.

## Відзнаки
- Драчука Петра Степановича було нагороджено:
  - двома орденами Червоної Зірки (20 жовтня 1944; 8 липня 1945), орденом Вітчизняної війни ІІ ступеня (6 квітня 1945)[2];
  - медалями «За оборону Кавказу», «За перемогу над Німеччиною», «За бойові заслуги» (20 листопада 1942)[2];
  - значком «Відміннику охорони здоров'я»[1];
- Заслужений працівник вищої школи УРСР з 1983 року[1].